# Francisco José Zugliani
Francisco José Zugliani (ur. 1 maja 1934 w Mineiros do Tietê) – brazylijski duchowny rzymskokatolicki, w latach 1998-2010 biskup Amparo.

## Życiorys
Święcenia kapłańskie przyjął 9 lipca 1965. 23 grudnia 1998 został prekonizowany biskupem Amparo. Sakrę biskupią otrzymał 18 marca 1998. 14 lipca 2010 przeszedł na emeryturę.